# 仙女座V529
仙女座V529也稱為HD 8801，是在仙女座的一顆變星。它在距離15"處有一顆13等的光學伴星，但這只是視線上同方向的一顆遙遠恆星。
它也是一顆光譜分類 Am(kA5/hF1/mF2)，這意味著它有光譜類型包括A5恆星的K線、F1恆星的巴耳末系和F2恆星的金屬線的金屬線星（Am star）。

## 可變性
仙女座V529是已知的第一顆結合劍魚座γ型變星和盾牌座δ型變星的脈動變星。已經觀測到九種不同的脈動頻率，其中三種可能來自以前未知的恆星脈動模式。

## 同伴
仙女座V529有一顆13等的伴星，距離15″，但只是巧合地在天空中對齊。